# Воїслав Шешель
Во́їслав Ше́шель (серб. кир.: Војислав Шешељ, сербохорв. Vojislav Šešelj; нар. 11 жовтня 1954, Сараєво) — сербський проросійський політичний діяч, воєнний злочинець, радикальний націоналіст, голова Сербської радикальної партії, воєвода четників. Українофоб.
Звинувачений у воєнних злочинах Гаазьким трибуналом для колишньої Югославії. 31 березня 2016 був виправданий, але висновок суду був опротестований. Остаточний вердикт у справі Шешеля частково підтвердив його вину. Керівником цих злочинних дій було названо президента Сербії Слободана Мілошевича, а Шешель як один з учасників був засуджений на 10 років.

## Життєпис
Вищу юридичну освіту здобув у Сараєві в 1976 р. У 1977 році в Сараєвському університеті на факультеті права одержав ступінь магістра, а в листопаді 1979 р. захистив кандидатську дисертацію.
Політичну діяльність Воїслав Шешель розгорнув на початку вісімдесятих як опозиціонер до комуністичного режиму. Тоді, в 1984 році, його було заарештовано і засуджено на вісім років позбавлення волі. Його захисником був Владимир Шекс. Вирок було пом'якшено, і 1986 року Шешель виходить на волю і вирушає в Белград. Перебуваючи в Сербії, завжди виступав з крайньо правих, антикомуністичних та націоналістичних позицій. 1989 року командиром четників часів Другої світової війни Момчилом Джуїчем Воїславу Шешелю було присвоєно звання воєводи четників, але ним же згодом і відібрано. Того самого року в Мюнхені виголошує промову, в якій пропонує перенести столицю СР Сербії та СФРЮ в Косово з метою повторної сербізації цього краю.
Разом зі своїм кумом Вуком Драшковичем 1989 року Шешель заснував партію під назвою Сербське народне оновлення. Між тим, куми невдовзі розсварилися і партія розпалася. Наступного 1990 року Шешель намагався заснувати Сербський рух четників, який було швидко заборонено. Таким чином і самого Шешеля дуже швидко було заарештовано, а 9 грудня того самого року (на перших багатопартійних виборах у Сербії) він був одним із кандидатів у президенти, здобувши близько ста тисяч голосів.
23 лютого 1991 року Шешель заснував Сербську радикальну партію. В середині цього самого року йому вдалося увійти в парламент Сербії від виборчого округу Раковиця.
Свій воєнний похід на Хорватію Шешель почав заявами про «майбутній західний кордон Великої Сербії» по лінії Карлобаг—Огулин—Карловаць—Вировитиця. Після цієї промови він виступав на мітингах, де брав участь у підбурюванні місцевих хорватських сербів на війну і ненависть проти хорватів. Так, на мітингу в області Східна Славонія, Бараня і Західний Срем, в селі Ягодняк, він говорив, що «кожного, хто каже, що це не сербські землі треба вбити, як собаку». У Сремській Камениці він долучився до вигнання медичного персоналу і пацієнтів хорватської національності з тамтешнього клінічного центру (сумнозвісний напад у військовій формі).
Колишній начальник КОС Александар Василєвич назвав підрозділи Шешеля винними у скоєнні злочинів в Овчарі під Вуковаром у листопаді 1991 року.
У травні 1992 року на перших виборах до парламенту СР Югославії (які сербська опозиція бойкотувала) Сербська радикальна партія Шешеля зайняла друге місце, а сам Шешель став одним із найзначніших політичних чинників у країні. Його самовідданістю в грудні 1992 року зміщено з посади першого прем'єр-міністра СРЮ Мілана Панича, а в червні 1993 року йому вдалося «повалити» тодішнього президента Югославії Добрицю Чосича. Таким чином Шешель виявився вірним прибічником президента Сербії Слободана Мілошевича. Але у вересні того самого року відбувається припинення співпраці між Мілошевичем і Шешелем. Сербська радикальна партія відмовляє в довірі уряду меншості Сербії Мілошевича, що, у свою чергу, призвело до дострокових парламентських виборів. Так відзначено падіння популярності радикалів, а в 1994 і 1995 роках Шешель двічі побував у в'язниці через часті звинувачення та напади на Мілошевича.
У 1996 році після муніципальних виборів Шешеля обрано головою муніципалітету Земун (західне передмістя Белграда), який він перетворив на ринок контрабанди. Протягом його строку повноважень почалися виселення хорватів з їхніх помешкань. А тим, хто їх захищав згідно з посадою — адвокатам вигнаних хорватських сімей — люди Шешеля завдавали побоїв.
Восени 1997 року на виборах президента Сербії Воїслав Шешель переміг у другому турі кандидата від Соціалістичної партії Сербії Мілошевича Зорана Лілича, але його перемогу не було визнано через буцімто недостатню явку виборців на виборчі дільниці. У грудні того самого року на повторних виборах Шешель програє новому кандидатові Мілошевича Мілану Мілутиновичу.
Між тим, все це йому не завадило 24 березня 1998 року увійти в коаліційний уряд із Соціалістичною партією Сербії та Югославськими лівими. Тоді його було обрано віце-прем'єром того уряду, який у жовтні того самого року ухвалив закон про інформацію, що серйозно карав усі газети, які писали проти режиму Мілошевича.
Після того, як Мілошевич у червні 1999 року прийняв план Ахтісаарі-Черномирдіна, який означав цілковите виведення югославських та сербських військових і поліційних сил із Косова, Шешель вирішив вийти зі складу уряду Сербії. Але він швидко повернувся в уряд через «національні інтереси». Все це, однак, сприяло зниженню рейтингів радикалів.
24 вересня 2000 року радикали Шешеля впевнено програють вибори в парламент Югославії і Сербії. Три місяці потому, 23 грудня, на позачергових виборах до Скупщини (парламенту) Сербії вони здобувають всього 23 місця.
У вересні 2002 року під час правління Зорана Джинджича Шешель балотується на пост президента Сербії і трохи поправляє рейтинг Сербської радикальної партії.

### Міжнародний скандал у Народних зборах Сербії
Під час відвідання хорватською парламентською делегацією Народних зборів Сербії у Белграді трапився інцидент, через який голова парламенту Хорватії Гордан Яндрокович вимушений був перервати свій дводенний візит у Сербію. У фоє сербського парламенту Воїслав Шешель укупі з депутатом Філіпом Стояновичем топтали хорватський державний прапор і лихословили на адресу хорватської делегації. Через цей скандал хорватська делегація після консультації з прем'єр-міністром Хорватії Андреєм Пленковичем вирішила повернутися в Хорватію з огляду на цей нецивілізований, неприйнятний і вартий осуду акт неповаги до хорватського прапора та символів. У зазначеному контексті постало ще одне запитання: чи може і чи повинен Воїслав Шешель як засуджений воєнний злочинець бути в сербському парламенті у світлі закону, згідно з яким всі громадяни Сербії, засуджені на строк більш ніж шість місяців, не мають права бути депутатами Скупщини Республіки Сербії.

## Суд в Гаазі
За діяльність під час воєн у колишній Югославії Міжнародний трибунал для судового переслідування за воєнні злочини, скоєні в колишній Югославії, в січні 2003 року висунув звинувачення Шешелю в скоєнні злочинних дій. 24 лютого 2003 року він добровільно йде під варту в Гаазі.
В обвинувальному висновку йому ставляться у провину злочини в Хорватії (різанина у Вочині, у Вуковарській лікарні), у Боснії і Герцеговині та переслідування і ліквідації хорватів Воєводини (особливо зі Срема, відомий випадок із селом Хртковці, яке Шешель у своєму прагненні до знищення всього хорватського перейменував на «Сербиславці»), а також воєнні злочини та етнічні чистки.
Суд над ним розпочався 7 листопада 2007 року.
На початку вересня 2008 року Шешель розійшовся зі своїм найближчим соратником і заступником голови Сербської радикальної партії Томіславом Ніколичем. Шешель хотів, щоб радикали голосували проти Угоди про стабілізацію та асоціацію між Сербією і Європейським союзом, тоді як Ніколич висловлювався на користь позитивного голосування. 6 вересня Ніколич подав у відставку зі своєї партійної посади і оголосив про створення нової партії, а Шешель назвав його «зрадником» і звинуватив у тому, що його «завербували іноземні розвідки». Одночасно Шешель уповноважив Драгана Тодоровича керувати партією в його відсутність. Шешель продовжує впливати на сербську політичну сцену, але його Сербська радикальна партія після відходу Томіслава Ніколича втратила чималу частину своїх колишніх виборців.
Станом на листопад 2014 року судовий процес над ним не завершено, але його було відпущено додому для лікування злоякісної пухлини.
31 березня 2016 Гаазький трибунал заочно виніс Шешелю виправдувальний вирок, знявши з нього звинувачення за всіма 9 пунктами. Прокуратура вимагала для Шешеля 28 років ув‘язнення за розпалювання ненависті та причетність до етнічних чисток несербського населення під час воєн на Балканах у 1991—1993 роках. Однак суддя Жан-Клод Антонетті заявив, що суду не вдалося довести вину Шешеля, і тепер він є вільною людиною. Після оголошення присуду Шешель повідомив, що вимагатиме від Гаазького суду 14 мільйонів євро компенсації. Звинувачення оскаржило цей вирок. Апеляційна інстанція визнала Шешеля винним не за всіма пунктами звинувачення. Керівником цих злочинних дій було названо тодішнього президента Сербії Слободана Мілошевича, а Шешель як один зі співучасників був засуджений на 10 років, які він відбув у тюрмі, перебуваючи під слідством.

### Реакція на вирок
Рішенець Міжнародного трибуналу щодо Воїслава Шешеля викликав осуд у Хорватії та Боснії і Герцеговині. Після його оприлюднення влада Хорватії запровадила постійну заборону на в'їзд Шешеля в країну. Прем'єр-міністр Хорватії Тихомир Орешкович назвав присуд «ганебним», зазначивши, що виправдання — це «поразка Гаазького суду і прокуратури», адже Шешель «чинив зло і не виявляє каяття». Прем'єр Боснії і Герцеговини Деніс Звіздич відзначив, що не може збагнути, як людина, яка брала участь в агресії проти Боснії, може бути виправдана.
Водночас традиційний союзник Сербії Росія привітала вирок Гаазького трибуналу. Віце-прем'єр Росії Дмитро Рогозін не приховував радості, заявивши: «Вітаю свого друга з перемогою».

## Цікавинки
Шешель родом із села Орахов Дол у Герцеговині — села, звідки походять усі інші Шешелі. За іронією долі, коли в часи протиборства римо-католицької та православної церков православні священики пропонували землю для всіх католиків, які навернуться в православ'я, Орахов Дол населяли тільки три родини Шешелів. Дві сім'ї втекли в Дубровник і лишилися в католицтві, а одна прийняла православ'я, і це — сім'я воєводи четників Воїслава Шешеля (див. також обговорення).

## Державні посади
Заступник прем'єр-міністра уряду Сербії (березень 1998 — жовтень 2000 рр.).